# Teatro Segura
El Teatro Manuel Ascencio Segura (previamente llamado Teatro Principal y Teatro Municipal) es uno de los principales teatros de la ciudad de Lima y uno de los más antiguos de América Latina. Se ubica en la Plazuela del Teatro en la segunda cuadra del jirón Huancavelica en pleno centro histórico de la ciudad de Lima.

## Historia
Si bien desde 1599 se llevaron adelante representaciones teatrales en este solar de la ciudad de Lima, fue en 1615 que se levantó el primer Corral de Comedias por iniciativa del vecino limeño don Alonso de Ávila. Este edificio perduró hasta que fuera destruido por el terremoto de 1746 y que destruyó gran parte de la ciudad. Por ello, en 1747 por iniciativa del Virrey del Perú José Antonio Manso de Velasco, Conde de Superunda, se levantó otro teatro en el mismo lugar.

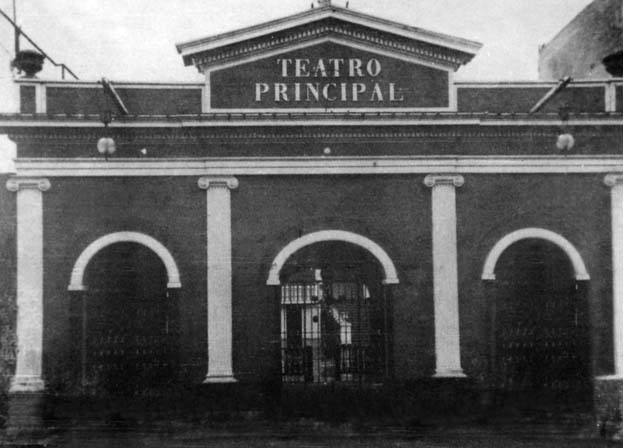
Fachada del Teatro Principal de Lima, hoy Teatro Manuel Ascencio Segura, según una foto del siglo XIX

En 1822, don Bernardo Monteagudo, ministro del Protector José de San Martín realizó reformas al teatro que ya era conocido con el nombre de Principal de la ciudad. En 1874 se le bautizó definitivamente como Teatro Principal y en su inauguración se presentó la ópera "Il Trovatore" de Giuseppe Verdi. En 1883, durante la ocupación chilena de Lima, un incendió destruyó este edificio. Ante ello, en 1890 se inauguró un teatro de tribunas de madera conocido como Teatro Portátil. Esta fue inaugurado con la presentación de la zarzuela "El hermano Baltasar" presentado por la compañía Dalmau.
El 14 de febrero de 1909, luego de una larga reconstrucción, se vuelve a inaugurar el local pero con el nombre de Teatro Municipal ya que su reconstrucción fue impulsada por el entonces alcalde de Lima Federico Elguera Seminario. La construcción buscó tener rasgos de comodidad, belleza tanto en su frontis como en sus acabados y que gozara de una buena acústica y visibilidad con las mejores tecnologías de inicios del siglo XX. Veinte años después, mediante Resolución de Alcaldía del 24 de junio de 1929 se le cambió el nombre por el de Teatro Manuel Ascencio Segura, que conserva hasta la actualidad en honor del escritor peruano Manuel Ascencio Segura.
En 1960, el teatro es ampliado bajo la dirección del arquitecto Héctor Velarde, que añade una sala de conciertos bajo el nombre del compositor de origen afroperuano, José Bernardo Alzedo Retuerto, siendo simplemente conocida como la "Sala Alzedo".
El 17 de enero de 2018, durante la gestión edil de Luis Castañeda Lossio, el recinto entró en un proceso de restauración total que incluía el escenario, la boletería, la fachada, los camerinos, la Sala Alzedo, entre otros. Sin embargo, a fines de año fue 'reinaugurado' a pesar de no contar ni con el 10% de avance. A pesar de ello, las obras continuaron y concluyeron con su reinauguración, el 15 de septiembre de 2022 luego de 3 años.

## Importancia histórica del recinto
El Teatro Segura es considerado el espacio cultural más antiguo de Latinoamérica y fue el principal escenario cultural de la historia del Perú. En él se han presentado personajes como la famosa actriz Micaela Villegas, “La Perricholi” quien en el siglo XVIII fuera amante del Virrey del Perú Manuel Amat y Junyent y recitara en el teatro versos de Calderón de la Barca, Lope de Vega y Tirso de Molina, entre otros; siendo, posteriormente, su directora hasta su fallecimiento. Asimismo, en este teatro se cantó la canción patriótica «La chicha» y por primera vez el Himno Nacional, ambas composiciones a cargo de la intérprete Rosa Merino ante la presencia del General José de San Martín.

## Instalaciones del teatro

### Tribunas
El Teatro Segura cuenta con 4 niveles de tribunas logrando un aforo total de 803 personas distribuidas de la siguiente manera: 
- Platea: 346 butacas
- Palcos: 233 butacas
- Galería: 135 butacas
- Avant Scene: 2 butacas

### Escenario
El escenario, por su parte, tiene un piso totalmente de madera y cuenta con 8 trampas en éste que se activan acorde a su necesidad. Su altura en relación con la platea es de 1.35 m. Sus dimensiones son de 19,77m de ancho por 15,57m de fondo. El telón de boca mide 12,87 m. La corbata mide 6 dm y tiene una trampa para apuntador. 
La altura a parrilla es de 18m, la altura al puente es de 9,2m y cuenta con 2 panoramas (blanco y celeste). Su decoración muestra 10 patas de color negro (5 por lado), 5 bambalinas de color negro lisas y 3 de color rojo plisadas, 1 americana de color negro, 1 cuchilla de color negro, el piso de danza de color negro que cubre el escenario y varias tarimas de 6 segmentos de 1,22 m x 2,44 m x 0,5 m de color negro. Finalmente se cuenta con un podio de madera tallada sin iluminación.
Para presentaciones musicales, el escenario cuenta con un piano de cola Steinway & Sons, 40 sillas para músicos negras apilables y 40 atriles con iluminación individual no dimeable.

### Foso de músicos
El foso de músicos tiene una profundidad de 2,3 m; 5,25 m de profundidad y 11,2 m de largo. Está enchapado en madera machihembrada y cuenta con un acceso propio por la parte lateral al corredor de acceso al escenario y por el mismo.

### Camerinos
El Teatro cuenta con 20 camerinos ubicados detrás del escenario, todos cuentan con servicio de agua caliente, espejos iluminados y colgadores de ropa. En la planta baja se encuentran 10 en total. De éstos, 2 son grandes con baños y duchas individuales, 2 son chicos con baños individuales y los 6 restantes son chicos con lavadero incorporado. Además, la planta baja cuenta con un baño de caballeros y un baño de damas con duchas y servicios completos. 
En la planta alta también se hallan 10 camerinos de los cuales 2 son grandes con lavaderos, 2 son chicos con baños individuales y 6 son chicos con lavadero incorporado. Igualmente cuenta con un baño de caballeros y un baño de damas con duchas y servicios completos.

### Tramoya
El Teatro cuenta con una puerta de ingreso posterior ubicada en el jirón Caylloma la cual es utilizada para la carga y descarga de materiales. Las dimensiones de la puerta de acceso son de 2,5m de ancho con una altura de 3m y el corredor es de 2,6m de ancho por 26,6m de largo.

### Sala de Ensayo
Las dimensiones de la sala son de 12,1 m de largo x 8,9 m de ancho. Este espacio cuenta con un equipo de sonido y un piso de danza. Actualmente se encuentra en remodelación.

### Cafetería
La cafetería se encuentra en el primer nivel y sólo está abierta al público dentro de los horarios de presentaciones.

### Boleterías
Las boleterías del Teatro se encuentran al ingreso del recinto y atienden al público 2 horas antes de iniciar la función.